# Assédio

Cartaz na estação de trem de Kichijoji, no Japão, alertando contra um tipo de assédio sexual: fotografar por baixo das saias das mulheres

Assédio cobre uma ampla gama de comportamentos de natureza ofensiva. É geralmente entendido como um comportamento que importuna ou perturba e é caracteristicamente repetitivo. No sentido legal, é o comportamento que parece ameaçador ou perturbador. O assédio sexual refere-se a avanços sexuais persistentes e não solicitados, normalmente no local de trabalho, onde as consequências da recusa são potencialmente muito prejudiciais para a vítima.

## Etimologia
A palavra "assédio" possui origem em dois vocábulos do latim: absedius ("do assento") e obsidium ("cerco, cilada"). Obsidium se transformou no termo do latim vulgar adsedium, que deu origem ao termo italiano assedio.
Originalmente, o termo "assédio" se referia aos cercos militares a cidades e fortalezas. Posteriormente, o termo se estendeu, de modo figurado, a situações semelhantes na vida cotidiana das pessoas.

## Tipos

### Assédio sexual
É um tipo de assédio que pode acontecer em qualquer lugar, sendo mais comum, no entanto, no local de trabalho e nas escolas. Trata-se de palavras, ações, olhares, gestos, símbolos ou comportamentos de natureza sexual indesejáveis e não solicitados que fazem o alvo se sentir desconfortável. No Brasil, é definido como toda forma de abordagem, verbal ou física, que visa a obter vantagens sexuais da vítima utilizando-se da hierarquia na relação de trabalho.

### Assédio eletrônico
Assédio eletrônico é a alegada utilização de ondas eletromagnéticas para perseguir uma vítima, gerando sons e pensamentos na sua mente.

### Assédio de senhorio
O assédio de senhorio é a criação de condições desconfortáveis ao inquilino geradas por um proprietário ou seus agentes a fim de induzir o abandono voluntário de um contrato de arrendamento.